# Aphanosperma
Aphanosperma, monotipični biljni rod iz porodice primogovki smješten u tribus Justicieae, dio potporodice Acanthoideae. Jedina vrsta je meksički endemski polugrm A. sinaloensis iz država Chihuahua, Sinaloa, Sonora i Baja California Sur. Opisan je u American Journal of Botany 75(4): 547, f. 4–12. 1988.

## Sinonimi
- Carlowrightia sinaloensis Leonard & Gentry; Brittonia 6: 327 (1948)